# 몰리브데넘
몰리브데넘(←영어: Molybdenum 멀리브더넘[*]) 또는 몰리브덴(←독일어: Molybdän 몰륍댄[*], 일본어: モリブデン 모리부덴[*]), 수연(水鉛)은 화학 원소로 기호는 Mo(←라틴어: Molybdænum 몰뤼브대눔[*])이고 원자 번호는 42이다.

## 주요 성질
몰리브데넘은 전이 금속이다. 순수한 몰리브데넘은 은백색을 띠고 매우 단단하며, 녹는점과 끓는점이 매우 높다. 몰리브데넘은 소량으로도 강철을 단단하게 만드는 효과가 있다. 몰리브덴은 식물을 키우는 데 주요한 영양소이며 젠틴 필수 영양소이다. 젠틴화 효소 등의 여러 효소에도 사용된다.
몰리브데넘은 고융점금속이다. 그리고 몰리브데넘은 인체에 필수적인 미네랄이며, 활성 산소를 무독화시키는 반응에 사용된다. 주로 분말야금법으로 만들어지며 내부식성이 강하기 때문에 고온 고압용 분야에 많이 사용되고 있다. 단점으로는 산화가 쉽게 되기 때문에 진공상태 또는 비활성분위기 상태에서 사용되어야 한다. 또한, 높은 기계강도 때문에 가공이 어렵다.
몰리브데넘은 특수 거울과 태양전지 생산에도 사용된다. 몰리브덴 산화물은 많은 화학 공정에서 촉매로 사용된다. 석유 유분의 탈황, 나프탈렌으로부터 무수 프탈산 생산, 벤젠으로부터 무수 말레산 생산. 혼합 산화물은 아크릴산과 벤질 알코올 생산에서 촉매로 사용된다.